# 주식회사 한강미디어
주식회사 한강미디어는 대한민국 서울특별시 성동구에 본사를 둔 인터넷 언론사로, 종합 인터넷신문 한강타임즈와 지역 인터넷신문 성동저널을 운영한다. 업종 분류는 신문·인터넷 언론(신문 발행업)이다.

## 역사
- 2006년 2월 9일: 인터넷일간신문 한강타임즈가 서울 아 00321으로 정식 등록.[3]
- 2000년 1월 21일: 인터넷일간신문 성동저널이 서울 아 03543으로 등록 및 발행.[2]

## 매체
- 한강타임즈 – 종합 인터넷신문. www.hg-times.com
- 성동저널 – 성동구 지역 인터넷신문. www.seongdongnews.com

## 조직
- 안병욱(언론인)

(대표이사·발행인·편집인)

## 본사
본사 = 서울특별시 성동구 고산자로 202, 무학빌딩 5층(행당동)
|자매지 = 한강타임즈, 성동저널(인터넷신문)
|웹사이트 = www.hg-times.com · www.seongdongnews.com